# 阿里山榆
阿里山榆（学名：Ulmus uyematsui）为榆科榆属下的一个种。

## 扩展阅读
- 維基物種上的相關：阿里山榆